# Луринь, Язеп Язепович
Язеп Язепович Луринь (латыш. Jāzeps Lūriņš; род. 1930 год) — бригадир котельщиков судоремонтного завода Управления рыбной промышленности Латвийского совнархоза. Герой Социалистического Труда (1960).
Новатор производства. Инициатор рабочего движения за коммунистическое отношение к труду в Латвийской ССР. Досрочно выполнил личное социалистическое обязательство и плановые производственные задания Шестой пятилетки (1956—1960) за три с половиной года.
Указом Президиума Верховного Совета СССР от 28 мая 1960 года удостоен звания Героя Социалистического Труда «за выдающиеся производственные успехи и проявленную инициативу в организации соревнования за звание бригад и ударников коммунистического труда» с вручением ордена Ленина и золотой медали Серп и Молот.
Наставник рабочей молодёжи. Воспитал около 100 молодых рабочих.